# Franciszek Latinik
Franciszek Ksawery Latinik (17 de julio de 1864  - 29 de agosto de 1949) fue un militar polaco, un coronel de Ejército austrohúngaro y un general de Ejército de Polonia. Latinik combatió en la Primera Guerra Mundial y Guerra Polaco-Soviética de 1920-1921.

## Condecoraciones
- Orden Polonia Restituta
- Virtuti Militari
- Cruz del Valor
- Legión de Honor
- Cruz de Hierro